# 平暗

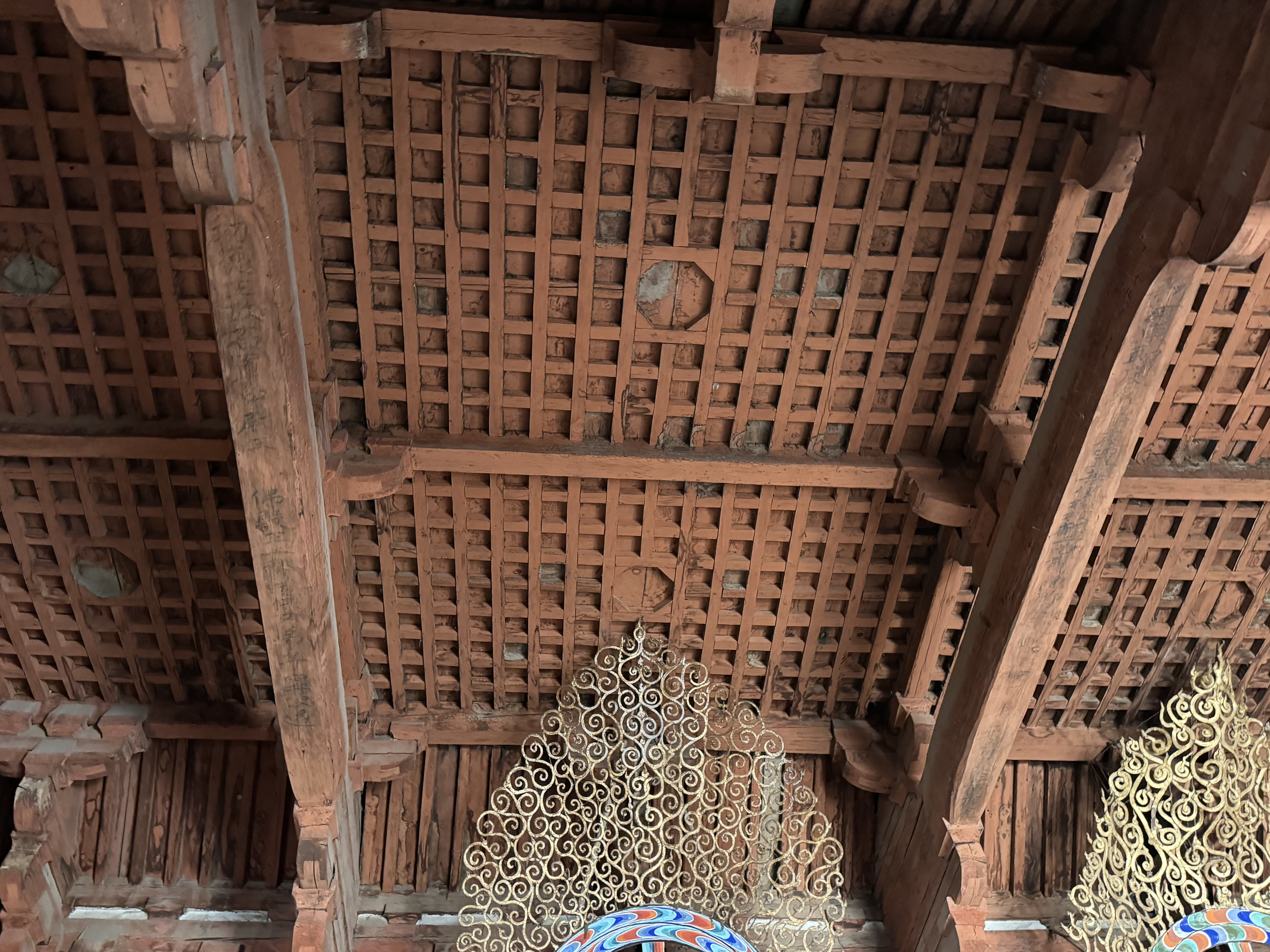
佛光寺东大殿平闇

平暗，又作平闇，日本稱為組入天井，是東亞傳統建築的一種模式，指将房屋天花板用天花枋组成木框，框内放置密且小的木方格。这样做的好处是不露出建筑的樑架，使建筑更加具有艺术感。

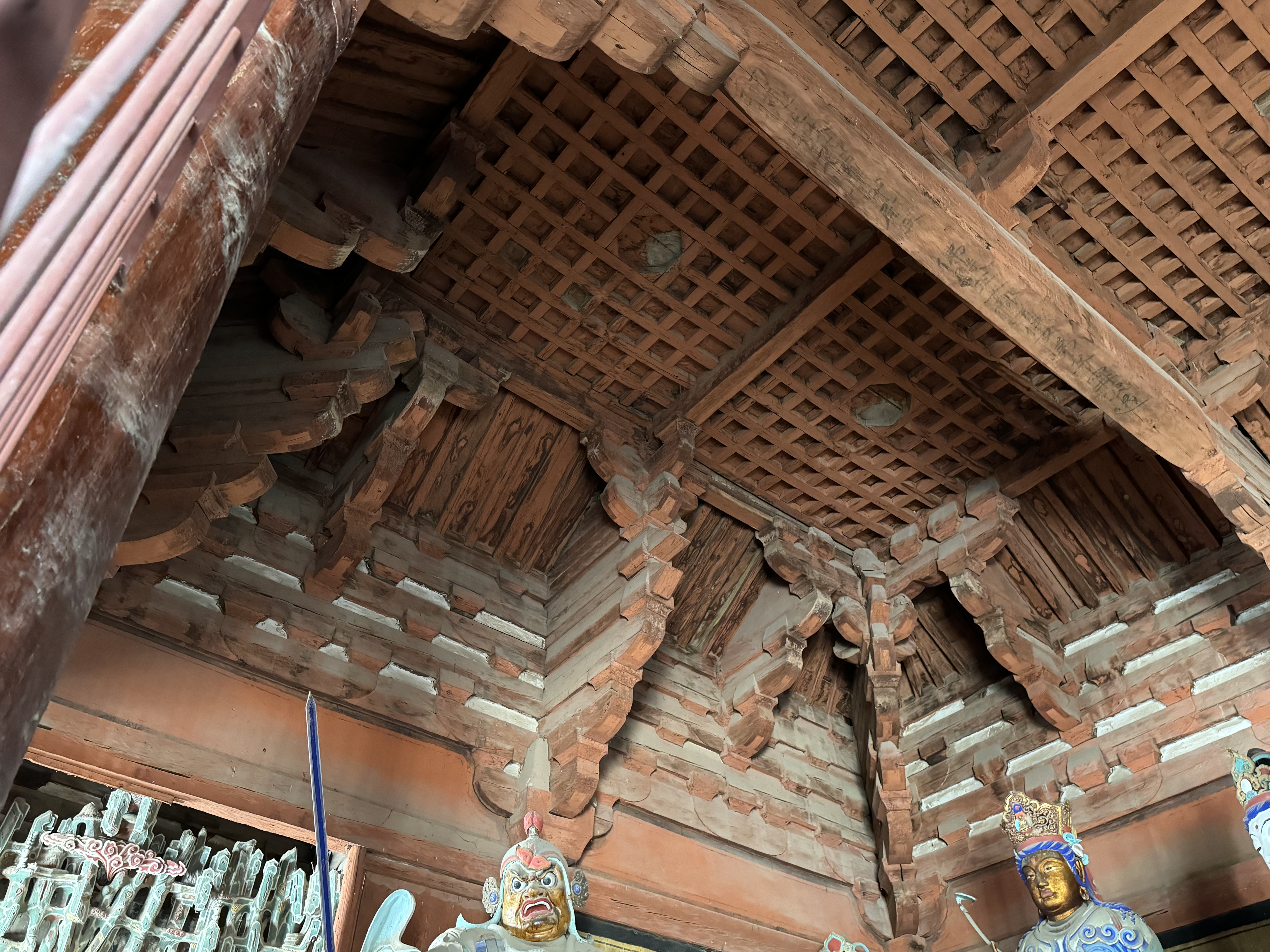
佛光寺东大殿平闇二

中國現存關於平暗的記載是宋朝的《營造法式》，但唐代建築如佛光寺东大殿以及日本建於飛鳥時代的法隆寺已有這形式的天花板，所以平暗在歷史可追溯至唐代或更早。

## 延伸阅读
- 唐风建筑与仿唐工程预算定额(下) （页面存档备份，存于）
- 古建園林技術, 第 44-53 卷 （页面存档备份，存于）
- 特色鲜明的沈阳故宮建筑 （页面存档备份，存于）